# Moelleriopsis poppei
Moelleriopsis poppei is een slakkensoort, de plaatst in een familie is onzeker. De wetenschappelijke naam van de soort is voor het eerst geldig gepubliceerd in 2012 door Engl.